# Chrysometa utcuyacu
Chrysometa utcuyacu là một loài nhện trong họ Tetragnathidae.
Loài này thuộc chi Chrysometa. Chrysometa utcuyacu được Herbert W. Levi miêu tả năm 1986.